# Сладкий сон
«Сладкий сон» — советская и российская музыкальная группа, популярная в 1990-х годах. Известна по песням «Чёрная гроза», «Ночной февраль» и многим другим. Визитной карточкой группы стал хит «На белом покрывале января».

## История
В конце 1989 года продюсером Владимиром Масловым была организована группа «Светлый путь», солистом которой был никому не известный Алексей Светличный. Записанный магнитоальбом содержал (по разным данным) 6 или 7 песен. Участниками проекта были также Олег Хромов и Сергей Васюта.

Наш коллектив образовался в конце 1990 года. Для начала на студии «Ника» мы записали свой первый магнитоальбом под названием «Белое покрывало», песни из которого «Ночной февраль», «Алые розы», «Белое покрывало» мгновенно разошлись по стране. Тогда-то мы и решили отправиться на встречу со зрителями. Первые концерты состоялись в феврале 1991 года в Донецкой области. С тех пор мы постоянно в дороге, на гастролях. В конце 1991 года мы решили увеличить количество поклонниц и записали второй магнитоальбом «Босоногая девчонка»…— Из интервью С. Васюты журналу «Остров сокровищ» в 1991 году
Затем в группе произошёл раскол, в результате чего в начале 1991 года вышло два магнитоальбома, в разном исполнении: на одной кассете солистом значился О. Хромов, на другой — С. Васюта. В обоих альбомах присутствовали песни «На белом покрывале января» и «Ночной февраль».
Музыканты, стоявшие у истоков развития группы «Сладкий сон», покинув её, по-разному трактуют дальнейшую историю и до сих пор не могут сойтись во мнении об авторстве многих композиций. Большинство источников, рассказывающих о группе с 1992 года по наши дни, основывается на данных с сайта С. Васюты, который в настоящее время является правообладателем ТМ «Сладкий сон» и доказывает авторство на большинство песен группы.
Первый альбом группы с наиболее известными композициями был переиздан О. Хромовым в качестве сольного. Песни из него исполняли разные музыкальные коллективы и отдельные солисты (в том числе А. Разин, А. Светличный, Р. Маслов, М. Самошин).
В 1992 году появился новый альбом «Сладкого сна» под названием «Босоногая девчонка». С этого времени солистом группы стал С. Васюта. В релизах альбомов он же значится автором песен.
В середине 1990-х годов В. Маслов предпринял попытку создать группу с тем же названием. Вышли два альбома с вокалом М. Самошина и Руслана Маслова (сына Владимира). Васюта подал на бывшего продюсера в суд и вскоре выиграл дело; следующий альбом команды Маслова—Самошина вышел уже без указания бренда «Сладкий сон».
С. Васюта серьёзно взялся за раскрутку группы. Он издавал новые альбомы, много гастролировал по стране и за границей. «Сладкий сон» стал постоянным участником телевизионных программ «50х50», «Звёздный дождь», «Звуковая дорожка».
Бо́льшую часть времени Васюта проводил в Германии, в России выступал на корпоративных праздниках, сборных концертах «звёзд 80-х». Неоднократно «Сладкий сон» выступал на одних площадках с Боссоном и Bad Boys Blue.
В октябре 2000 года появилась информация о том, что Сергей Васюта не справляется с гастрольной деятельностью в Германии и ищет двойника для выступлений в России. Информация была подтверждена[когда?][где?] студией Master Sound Records.
С 2010 года под эгидой Сергея Васюты развиваеся проект «Дискотека СССР». Музыкальные коллективы и солисты эпохи 1980-х выступают вместе с группой «Сладкий сон».

## Дискография

### «Светлый путь»
1990 год — «Ночной февраль»
1. Интро
2. На белом покрывале января
3. Букетик белых роз
4. Еду в Крым
5. Ночной февраль
6. Я не хочу тебя терять
7. Говорят

### «Сладкий сон» с Сергеем Васютой
1990 год — «На белом покрывале января».
1. Майские зори
2. Ночной февраль
3. На белом покрывале января
4. Метель
5. Алые розы
6. Весна
7. Букет нежных роз
8. Я еду в Крым

1992 год — «Босоногая девчонка».
1. Нон-стоп
2. Любви моей мотив
3. А любовь права
4. Алёна
5. Летаю
6. Босоногая девчонка
7. На перроне
8. Оля
9. Майские зори
10. Москворечье, сладкий сон
11. Малина

1993 год — «Маленькое чудо».
1. Маленькое чудо
2. Улетели птицы
3. Белые ночи
4. Звёздная ночь
5. Чёрная гроза
6. Наташка
7. На перроне

1994 год — «На белом покрывале января»:
1. Маленькое чудо
2. Улетели птицы
3. Белые ночи
4. Чёрная гроза
5. Наташка
6. Босоногая девчонка
7. На перроне
8. Ночной февраль
9. Любви моей мотив
10. На белом покрывале января
11. Алёна
12. А любовь права
13. Майские зори
14. Метель
15. Блюз

1995 год — «Белый хоровод»:
1. Белый хоровод
2. Лето, прощай
3. Я рисую
4. Волшебный сон
5. Дальняя дорожка
6. Я и ты
7. Журавли
8. Кудрявая берёза
9. Новый год без тебя
10. Девчонка-юность

1998 год — «Концерт в Германии»:
1. На белом покрывале января (Remix)
2. Улетели птицы
3. Босоногая девчонка
4. Звёздная ночь
5. Дальняя дорожка
6. Маленькое чудо
7. Чёрная гроза
8. Ночной февраль
9. Christmas theme
10. Любимый город

2000 год — «Самый сладкий сон»:
1. Улетела ты (Remix)
2. Кораблик
3. Девочка (Remix)
4. Солнечный май
5. Бородатый космонавт
6. Ты…
7. Пилот
8. Алло (Remix)
9. Маленькое чудо (Remix)
10. Белые ночи
11. Улетела ты
12. Мега-микс

2000 год — «Улетела ты»:
1. Улетела ты
2. Не грусти
3. Чудесный остров
4. Любимый город
5. Я не верю
6. Ты сказала
7. Сезон дождей
8. Моя любовь
9. Алло
10. Ты вольна, как прежде
11. На белом покрывале января (Remix)

2001 год — The Best:
1. Чёрная гроза (Remix)
2. Солнечный май
3. На белом покрывале января (Remix)
4. Маленькое чудо (Remix)
5. Кораблик
6. Ты…
7. Девочка (Remix)
8. Любимый город
9. Бородатый космонавт
10. Улетела ты
11. Ты сказала
12. Я не верю
13. Сезон дождей
14. Белые ночи
15. Мега-микс

2002 год — The Best of USSR:
1. Мега-микс
2. Чёрная гроза (Remix)
3. Солнечный май
4. Девочка (Remix)
5. В 10 у «Макдональдс»
6. На белом покрывале января
7. Маленькое чудо (Remix)
8. Ты сказала
9. Алые розы (Remix)
10. Я не верю
11. Любимый город
12. Улетела ты
13. Кораблик
14. Босоногая девчонка (Remix)
15. Босоногая девчонка (Караоке-версия)

### «Сладкий сон» с Михаилом Самошиным
1994 год — Среди сказок и снов:
1. Половодье чувств
2. Моя печаль
3. Утренние звезды
4. Снегопад
5. На краю Земли
6. У Марины
7. Нон-стоп
8. Волшебная страна
9. Глаза любимой
10. Белый конверт
11. Прощаясь с летом
12. Среди сказок и снов

1995 год — Танцовщица:
1. Острый каблучок
2. Танцовщица
3. Красавица моя
4. Ягодка
5. Рыжая любовь
6. Вечер у друзей
7. Для души
8. Барабанит дождь
9. Топни, хлопни!
10. Старенький календарь
11. Как в первый раз
12. Мотив

### Михаил Самошин
1997 год — Красавица моя:
1. Качает хмель
2. Красавица моя
3. На белом лимузине
4. Выпал снег
5. Гори-гори ясно
6. Любимая подруга
7. Розовый бисер
8. Барабанит дождь
9. Сколько лет, сколько зим
10. С 1-го на 2-е
11. Тополиный пух